# Santa Cristina de Fecha
Fecha (llamada oficialmente Santa Cristina de Fecha) es una parroquia española del municipio de Santiago de Compostela, en la provincia de La Coruña, Galicia.

## Entidades de población
Entidades de población que forman parte de la parroquia:
- Belén
- Diáns
- Frensa
- Gallufe
- Gamil
- Lamela.[4] En el INE aparece como A Lamela.
- O Roxido

## Demografía
| Gráfica de evolución demográfica de Fecha entre 2000 y 2019 |
|                                                             |
| Datos según el nomenclátor publicado por el INE.            |